# Stenus carolinae
Stenus carolinae är en skalbaggsart som beskrevs av Thomas Casey. Stenus carolinae ingår i släktet Stenus och familjen kortvingar. Inga underarter finns listade i Catalogue of Life.